# NGC 6845B
NGC 6845B is een balkspiraalstelsel in het sterrenbeeld Telescoop. Het hemelobject werd op 7 juli 1834 ontdekt door de Britse astronoom John Herschel.

## Synoniemen
- ESO 284-8C
- PGC 63986